# Pseudotiron golens
Pseudotiron golens är en kräftdjursart som beskrevs av J. L. Barnard 1962. Pseudotiron golens ingår i släktet Pseudotiron och familjen Synopiidae. Inga underarter finns listade i Catalogue of Life.